# Rijsoort en Strevelshoek

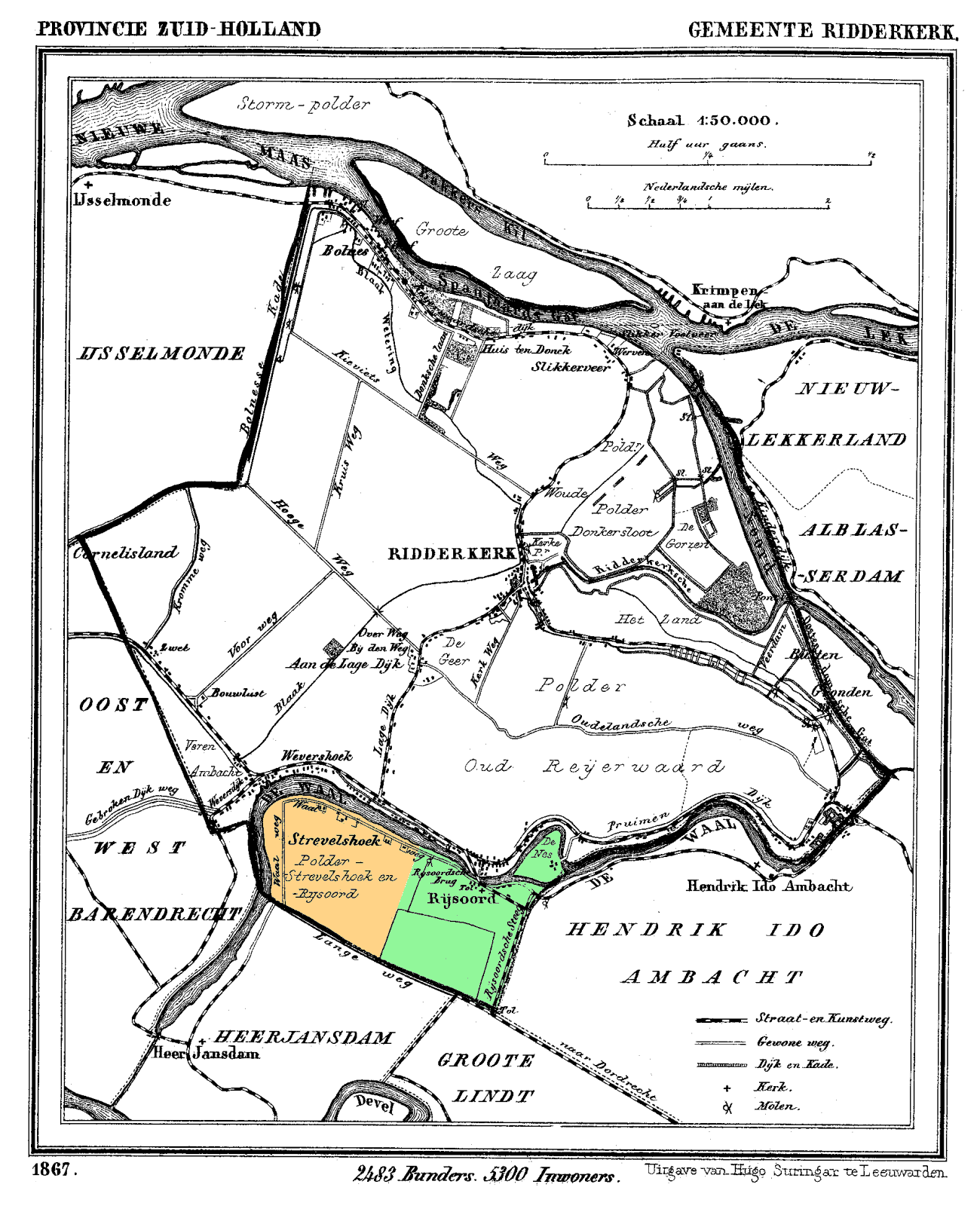
Commune de Ridderkerk en 1867 ; en jaune et vert, le territoire de Rijsoort et Strevelshoek

Rijsoort en Strevelshoek est une ancienne commune néerlandaise de la Hollande-Méridionale.
Rijsoort en Strevelshoek a été érigé en commune le 1er janvier 1846 par la fusion des anciennes communes de Rijsoord, anciennement Rijsoort, et de Strevelshoek. Le 1er septembre 1855 la commune fut supprimée et rattachée à Ridderkerk, dont son ancien territoire fait toujours partie.